# Прилуки
Прилу́ки (укр. Прилуки) — город в Черниговской области Украины, административный центр Прилукского района и Прилукской городской общины. До укрупнения одноимённого района в 2020 году был его центром, но не входил в его состав, будучи городом областного значения.

## Географическое положение
Расположен на р. Удай. Расстояние до Чернигова по железной дороге — 148 км, по автодорогам — 155 км. Расстояние до Киева по железной дороге — 191 км, по автодорогам — 147 км.

## Административное деление
Город условно делится на 17 микрорайонов.

## История
Первые упоминания о Прилуках датируются 1085 годом, когда была упомянута крепость, служившая Киевской Руси защитой от набегов кочевых племён печенегов и половцев.
В ходе междоусобных войн XII века город несколько раз переходил из рук в руки и остался в составе Черниговского княжества. В ходе монголо-татарского нашествия в 1239 году город был разрушен монголами.
В 1459 году Прилуки являлись крупным городом под властью Великого Княжества Литовского.
После начала восстания Хмельницкого в 1648 году был занят восставшими и в дальнейшем вошёл в состав Русского государства.
В 1781 году город вошёл в состав Черниговского наместничества, с 1802 года был волостным центром Прилукской волости Прилукского уезда Полтавской губернии.
По данным переписи 1897 года, в Прилуках жили 18 532 человека, из них 11 850 (63,94 %) указали украинский (в переписи — «малорусский») язык родным, идиш («еврейский») — 5 719 (30,86 %), русский («великорусский») — 821 (4,43 %), другие языки — 142 (0,77 %). В городе действовали 7 церквей (Преображенская, Предтеченская, Всехсвятская, Рождество-Богородицкая, Трёхсвятская и др.).
После упразднения Прилукского уезда в ходе административной реформы 1923 года, с 1923 по 1930 годы город был центром Прилукского округа.
По данным переписи 1926 года, украинцы составляли 63,3 % населения города, евреи — 31,4 %, русские — 3,8 %. Украинский язык родным назвали 62,2 % населения Прилук, еврейский — 25,5 %, русский — 11,2 %.
В ходе Великой Отечественной войны в 1941 году город был оккупирован наступавшими немецкими войсками, 18 сентября 1943 г. в ходе Сумско-Прилукской наступательной операции освобождён войсками Воронежского фронта.
В июле 1986 года здесь был введён в эксплуатацию мясокомбинат мощностью 200 тонн мяса в сутки.
Постановлением Верховной Рады Украины № 1837-III от 22.06.2000 года «Про изменение границ города Прилуки Черниговской области» (Про зміну меж міста Прилуки Чернігівської області) в черту города были включены 75,9 га земель Дедовецкого сельсовета, 47,3 га земель Заездского сельсовета, 179,0 га земель Малковского сельсовета, и утверждены границы города с общей площадью 4 275,2 га.
Сегодня Прилуки — важный промышленный и туристический центр Черниговской области.

## Население
В 1989 году численность населения города составляла 71 954 человека.
С 1992 года население Прилук уменьшается. В 1999 году население города составляло 72,7 тыс. жителей, по состоянию на 01.01.2006 г. — 61 200 жителей, в 2010 году — 59 000 человек.
В 1999 году в общественном производстве было занято 34,9 тыс. человек (49,4 % населения), из них в промышленности было занято 10,1 тыс. человек; в строительстве — 1,3 тыс. человек; в отраслях непроизводственной сферы — 14,5 тыс. человек.
По данным переписи 1926 года, украинцы составляли 63,3 % населения города, евреи — 31,4 %, русские — 3,8 %.
По данным переписи 2001 года, украинцы составляли 92,26 % населения Прилук, русские — 6,46 %.

### Языковой состав
Родной язык населения по данным переписи 1897 года:
| Язык                       | Численность, чел. | Доля     |
| -------------------------- | ----------------- | -------- |
| Украинский («малорусский») | 11 850            | 63,94 %  |
| Идиш («еврейский»)         | 5 719             | 30,86 %  |
| Русский («великорусский»)  | 821               | 4,43 %   |
| Другие                     | 142               | 0,77 %   |
| Итого                      | 18 532            | 100,00 % |

По данным переписи 1926 года, украинский язык родным назвали 62,2 % населения Прилук, еврейский — 25,5 %, русский — 11,2 %.
Родной язык населения по данным переписи 2001 года:
| Язык       | Численность, чел. | Доля     |
| ---------- | ----------------- | -------- |
| Украинский | 59 524            | 92,91 %  |
| Русский    | 4 337             | 6,77 %   |
| Другое     | 208               | 0,32 %   |
| Итого      | 64 069            | 100,00 % |

Украинский язык является основным и единственным официальным языком города.
По данным Государственной службы статистики Украины в 2023/24 учебном году все 89 872 учащихся в учреждениях общего среднего образования в Черниговской области обучались в украиноязычных классах.

## Промышленность
В городе расположена табачная фабрика компании British American Tobacco.
Ведущими марками сигарет, выпускаемыми на фабрике, являются марки «KENT» и «Прилуки Особливі».
Также на территории города расположены следующие предприятия:
- Нефтегазодобывающее управление (НГДУ) «Черниговнафтогаз»
- Завод пластмасс (ДП «Пластмасс» ООО «ТД Пластмасс-Прилуки») — www.pzp.ua
- Кабельный завод «Меганом-Дон» (ул. Казачья, 56) — предприятие занимается производством низковольтной кабельно-проводниковой продукции сечением до 10 квадратов;
- Завод ООО "Промышленная компания «Пожмашина» в посёлке Ладан
- Завод «Будмаш»
- ООО "Прилукский завод — «Белкозин» — единственное на Украине предприятие, которое выпускает коллагеновую колбасную оболочку
- ЗАО «Прилукский птицекомбинат» (ул. Щорса, 132)[14] — предприятие выпускает более 50 видов колбасных изделий, копчёностей, паштетов и полуфабрикатов под торговой маркой «Мясолюб»
- ВАТ «Прилуки» — табачная компания
- ПП «ТранСвіт» — строительная компания
- ТОВ «Удай» — изготовление передвижных вагончиков

- ТОВ «УБР» — управление буровых работ

## Транспорт
В 1894 году через Прилуки (город тогда относился к Полтавской губернии) была проложена железнодорожная магистраль Москва — Бахмач — Одесса. В том же году построена и железнодорожная станция. Это событие способствовало развитию промышленности и торговли в городе.
В 1930 году станция Прилуки Южной железной дороги открыта для пассажиров в составе однопутного участка Нежин—Прилуки, дополнительно связавшего Южную и Юго-Западную железные дороги. Несмотря на свою важность в экономике области (более 60 % от областного ВРП), на сегодняшний день Прилуки не имеют прямого пригородного железнодорожного сообщения с Черниговом. После отмены пригородного поезда Чернигов—Прилуки пассажиры со станции Прилуки Южной железной дороги едут дизель-поездом до станции Нежин Юго-Западной железной дороги, где совершают кросс-платформенную пересадку на электропоезд до Чернигова.
В райцентре есть автовокзал, обеспечивающий автобусное сообщение с ближайшими населёнными пунктами и областными центрами.
Городской общественный транспорт представлен 30 номерами маршрутов, в основном, автобусами и маршрутными такси. Перевозки осуществляют ОАО «Прилукское АТП-17407» и частные перевозчики.

## Связь
В г. Прилуки три действующих Интернет-провайдера: Укртелеком, ТІМ и Киевстар.
В городе три сотовых оператора: Vodafone (Украина), Lifecell и Киевстар.

## Образование
В городе расположено 13 общеобразовательных школ (12 средних и одна — неполная средняя) и 2 учебно-воспитательных комплекса. В школах обучается 8420 учащихся (2001 год). На 2015 год в школах обучаются 5350 учеников.
Учреждения среднего профессионального образования: СПТУ (468 учеников — 1999 год), медицинское училище, педагогический колледж, агротехнический колледж и финансово-правовой колледж.
Также в городе есть: школа искусств, музыкальная школа и Центр Творчества Детей и Юношества (ЦТДЮ), открытие кружка по восточным единоборствам и по возрождению козацких традиций.

## Культура
В Прилуках работают несколько клубных и музейных учреждений, 2 школы эстетического воспитания, библиотеки, действуют любительские самодеятельные художественные коллективы, работают несколько ночных клубов.
Учреждения культуры Прилук:
- Городской Дом культуры (ул. Ю. Коптева, 28);
  - Филиал городского Дома культуры (военный городок № 12).

В городе действуют детская музыкальная школа (ул. Земская, 11), школа искусств (ул. Киевская, 176), Центр творчества детей и юношества (ЦТДЮ) (ул. 1 Мая, 80).
Прилукские музеи:
- Краеведческий музей имени В. И. Маслова (ул. Киевская, 277);
  - Филиал краеведческого музея — Музей Олега Кошевого (ул. Киевская, 255).

Библиотеки города:
- Городская центральная библиотека им. Любови Забашты (ул. Котляревского, 65);
- Городская детская библиотека (ул. Ивановская, 57);
- Городская библиотека № 2 (ул. Садовая, 114);
- Городская библиотека № 3 (ул. Киевская, 78, корпус II);
- Городская библиотека № 4 (военный городок № 12, филиал городского Дома культуры).

Из кинотеатров города, функционировавших ещё во времена СССР в конце 1980-х годов, не осталось ни одного.
Наиболее значимым событием в современной культурной жизни города является Международный молодёжный фестиваль «Мистецькі барви», название которого можно перевести как «Краски искусства». Он был основан в 2002 году как региональный. В 2005 году фестиваль приобрёл статус Всеукраинского, а уже в 2006 стал международным — в нём впервые приняли участие исполнители из России. В последующие годы в фестивале «Мистецькі барви» принимали участие конкурсанты из России, Белоруссии, Китая, Болгарии, Турции. В 2012 году с 3 по 6 января проходил XI Международный молодёжный фестиваль «Мистецькі барви — 2012». Также фестиваль «Мистецькі Барви» два года подряд проводился на теплом берегу Крыма.
Также в 2013 году Прилуки вошли в туристический маршрут «Золотое Кольцо Руси-Украины» под названием «Град над Удаем».

## СМИ
Газеты
На данный момент в городе находится 15 редакций газет и журналов. Одними из основных изданий являются газета «Прилуччина», «Град Прилуки», а также «АИР».
Радио
В городе работает 6 радиостанций — Галактика Плюс 102.0 FM, Радио Планета 102.8 FM ,Русское Радио Украина 100.3 FM, Хит FM 97.0 FM, Країна ФМ 104.8 FM, ТІМ-FM 95.7 FM .
Телевидение
В Прилуках работают две телекомпании:
- Телекомпания «Прилуки» (коммунальное предприятие)[22], основано 25 октября 1995 года. Регион вещания — г. Прилуки, Прилукский, Варвинский, Ичнянский районы Черниговской области; Пирятинский, Гребёнковский районы Полтавской области; Згуривский, Яготинский р-ны Киевской области. Потенциальный охват аудитории — 400 000 человек[21].
- Частная телекомпания «ТИМ-ТВ», вещающая в местной кабельной сети, а также в сети Интернет.

## Спорт
На данный момент в Прилуках имеется спортивная школа и дополнительные секции восточных боевых искусств. Также имеется секция Спортивного Туризма. В Прилуках есть два стадиона и два катка (Ракитное, Пед.училище). Также в Прилуках есть своя команда по футболу и по хоккею. В агротехническом колледже есть синтетическое мини-поле. Лучшей футбольной командой города принято считать ФК «Факел» Прилуки. За этот клуб болеет множество фанатов со всего города.

## Военно-стратегическая обстановка
- В эпоху СССР Прилуки были важным стратегическим пунктом: здесь находился узел Южной железной дороги, а также базировался 184-й гвардейский авиаполк тяжёлых бомбардировщиков, на вооружении которого состояли самолёты Ту-16, способные нести ядерное оружие, Ту-22М3, а с весны 1987 года — 19 стратегических бомбардировщиков Ту-160. После распада СССР восемь самолётов были переданы Российской Федерации, а 11 уничтожены при участии американских специалистов.
- Лоббируется инвестиционный проект о создании международного аэропорта на базе бывшего военного аэродрома в Прилуках. В его задачи будет входить выполнение как пассажирских, так и грузовых перевозок. Удобное расположение и длина существующей взлётной полосы позволит принимать любые виды самолётов, включая Ан-225 «Мрия»[23].
- Имя «Прилуки» носит ракетный катер Военно-морских сил Украины — «Прилуки» (U153)[24].

## Достопримечательности
Храмы
- Сретенская церковь
- Церковь Святого Пантелеимона
- Спасо-Преображенский собор
- Церковь Святого Николая Чудотворца
- Собор Рождества Пресвятой Богородицы
- Церковь Трёх Святителей на Кустовцах
- Церковь Иоанна Предтечи (Ивановская)

Памятники
- Полковая сокровищница
- Памятник Владимиру Мономаху на территории старинного Вала, установленный в честь 900-летия города
- Памятник воинам-прилучанам, погибшим во время Великой Отечественной войны
- Памятник Олегу Кошевому возле дома, где он родился и вырос
- Памятник Тарасу Шевченко. Памятник отображает Шевченко в возрасте 33 лет, в период пребывания его в г. Прилуки. Памятник установлен благодаря меценату города, прилучанину Юрию Викторовичу Коптеву, а также на средства жителей города
- Памятник народному артисту УССР, уроженцу г. Прилуки Яковченко Николаю Фёдоровичу
- Памятник Любови Забаште, поэтессе родом из Прилук
- Памятник Жертвам репрессий 1932—1933 г.
- Памятник Иоасафу Белгородскому
- Памятник жертвам фашизма

## Известные уроженцы
- Ведмицкий, Александр Никитович — поэт, литературовед, педагог.
- Гафт, Валентин Иосифович — советский и российский актёр театра и кино. Народный артист РСФСР (1984). Его родители были родом из Прилук.
- Гершанович, Михаил Лазаревич — лауреат государственной премии РФ, заслуженный деятель науки РФ, академик РАЕН, профессор, доктор медицинских наук, руководитель отделения химиотерапии ФГУ «НИИ онкологии имени Н. Н. Петрова» Минздравсоцразвития РФ.
- Кошевой, Олег Васильевич (1926—1943) — один из организаторов подпольной антифашистской организации «Молодая гвардия».
- Лондон, Бецалель (he:בצלאל לונדון) — израильский театральный актёр.
- Малкин, Борис Евсеевич — советский художник-график, сценограф.
- Сураев, Владимир Андреевич — выпускник СШ № 1, трёхкратный чемпион мира, чемпион Европы, многократный рекордсмен мира по авиамодельному спорту, Заслуженный мастер спорта, Заслуженный тренер Украины.
- Хургин, Исай Яковлевич — в 1917—1918 член Центральной Рады Украинской Народной Республики и член её Малой Рады. Заместитель (помощник) министра по еврейским делам. В 1918—1920 годах член партии «Бунд». В 1924—1925 годах первый директор организации «Амторг».
- Шавро, Юрий Александрович — артист цирка, обладатель золотой медали на международном конкурсе в Париже, обладатель серебряной медали на международном конкурсе в Китае.
- Шмидт, Дмитрий Аркадьевич (настоящее имя Гутман Давид Аронович) — полный Георгиевский кавалер в Первой мировой войне, за отличия в Гражданской войне дважды награждён орденом Красного Знамени, впоследствии занимал различные командные должности в РККА, репрессирован в 1937 году.
- Эзер, Александр (he:אלכסנדר עזר יבזרוב) — израильский политический деятель.
- Яковченко, Николай Фёдорович (1900—1974) — народный артист Украинской ССР.

## Галерея
- Памятник Т. Г. Шевченко
- Храм Святого великомученика и целителя Пантелеймона
- Памятник Владимиру Мономаху
- Памятник поэтессе Любови Забаште
- Арт-объект «Я люблю Прилуки»

## Города-побратимы
- Остроленка (Польша)
- Косьцежина (Польша)